# Російське поле
«Російське поле» (рос. «Русское поле») — радянський художній фільм 1971 року режисера  Миколи Москаленко, знятий на кіностудії «Мосфільм» в 1971 році. У прокаті 1972 року посів 3 місце, зібравши 56,2 мільйонів глядачів. У 1972 році  Нонна Мордюкова, що зіграла головну роль, визнана «найкращою актрисою» року по опитуванням журналу «Радянський екран».

## Сюжет
Сучасне створенню фільму радянське російське село. Чоловік бригадира-трактористки Федосьї Угрюмової Авдій Петрович іде до іншої жінки і грає з нею весілля. Їх 18-річний син Філіп (Володимир Тихонов) важко переживає вчинок батька і в день їхнього весілля навіть намагається задавити трактором автомобіль з «молодими». Незабаром після весілля Авдія починає тягнути назад до Федосьї, прямолінійної і чесної на відміну від розважливої Надії, всі інтереси якої зосереджені на придбанні автомобіля. Їх сина забирають в армію, він потрапляє служити на далекосхідний кордон. У село повертається подруга Федосьї Марія Соловйова, у якої не склалося життя в місті і немає дітей. Коли Федосья з подругами приїжджають на склад сільгосптехніки домагатися отримання нових тракторів, виявляється, що завідувач складом — це Павло Федченко, з яким Марія зустрічалася в юності. Пізніше він приїжджає в село свататися до Марії, але у нього четверо дітей, які залишилися без матері. Проходить більше року, як Філіпа забрали в армію, і Авдій намагається повернутися до Федосьї, але вона не може пробачити йому. На кордоні, де служить Філіп, відбувається збройне порушення кордону (очевидно, що мова йде про конфлікт на радянсько-китайському кордоні, але у фільмі про це прямо не говориться) і під час обстрілу з іншого боку кордону Філіп гине. Кінцева сцена фільму — коли Федосья і її подруги працюють на тракторах в полі, приїжджає група іноземних кореспондентів, і коли один з кореспондентів запитує Федосью, чи багато у неї дітей, вона відповідає: «Багато. Кого не зустрінете, всі мої».

## У ролях
- Нонна Мордюкова —  Федосья Леонтіївна Угрюмова
- Володимир Тихонов —  Філіп Авдійович Угрюмов, син Федосьї і Авдія
- Леонід Марков —  Авдій Петрович Угрюмов
- Інна Макарова —  Марія Сергіївна Соловйова
- Любов Малиновська —  Антоніна
- Людмила Хитяєва —  Надія, друга дружина Авдія Угрюмова
- Зоя Федорова —  Мотря Дівеївна
- Ніна Маслова —  Ніна, дочка Антоніни
- Людмила Гладунко —  Таня, наречена Філіпа
- Сергій Плотніков —  Леонтій Сидорович Угрюмов
- В'ячеслав Невинний —  Павло Хомич Федченко, завідувач складом сільгосптехніки
- Юрій Блащук —  Григорій Петрович Луговцов
- Анатолій Соловйов —  Тихон, чоловік Антоніни
- Любов Калюжна —  мати Федосьї
- Галина Кміт —  фотограф, в іноземній делегації
- Тамара Трушина —  Стеха
- Михайло Кокшенов —  Мінька
- Герман Козлов —  епізод
- Аркадій Кльонов —  епізод
- А. Литвиненко —  епізод
- Н. Огнєва —  епізод
- С. Кльонов —  епізод

## Знімальна група
- Режисер:  Микола Москаленко
- Автор сценарію:  Михайло Алексєєв
- Оператор: Юрій Гантман
- Художник-постановник: Наталія Мєшкова
- Композитор: Олександр Флярковський
- Текст пісень: Леонід Дербеньов
- Звукорежисер: Тамара Баталова
- Монтаж: О. Барміна.